# غاري وليامز (لاعب كرة سلة)
غاري وليامز (بالإنجليزية: Gary Williams) (و. 1945  م) هو لاعب كرة السلة، ومدرب كرة سلة، من الولايات المتحدة، يلعب كلاعب هجوم خلفي.

## روابط خارجية
- غاري وليامز على موقع كلية كرة السلة في سبورتس رفرنس.كوم (الإنجليزية)
- غاري وليامز على موقع قاعة المشاهير الجامعة الوطنية لكرة السلة (الإنجليزية)
- غاري وليامز على موقع كلية كرة السلة في سبورتس رفرنس.كوم (الإنجليزية)